# スタビライザー (自動車部品)

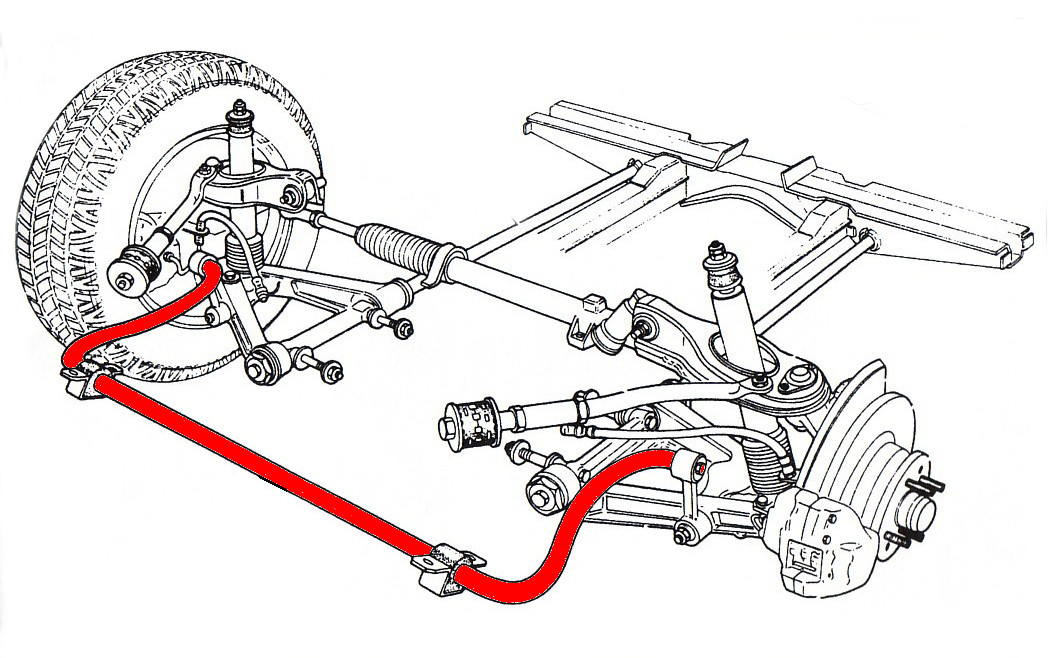
赤い部品がスタビライザー

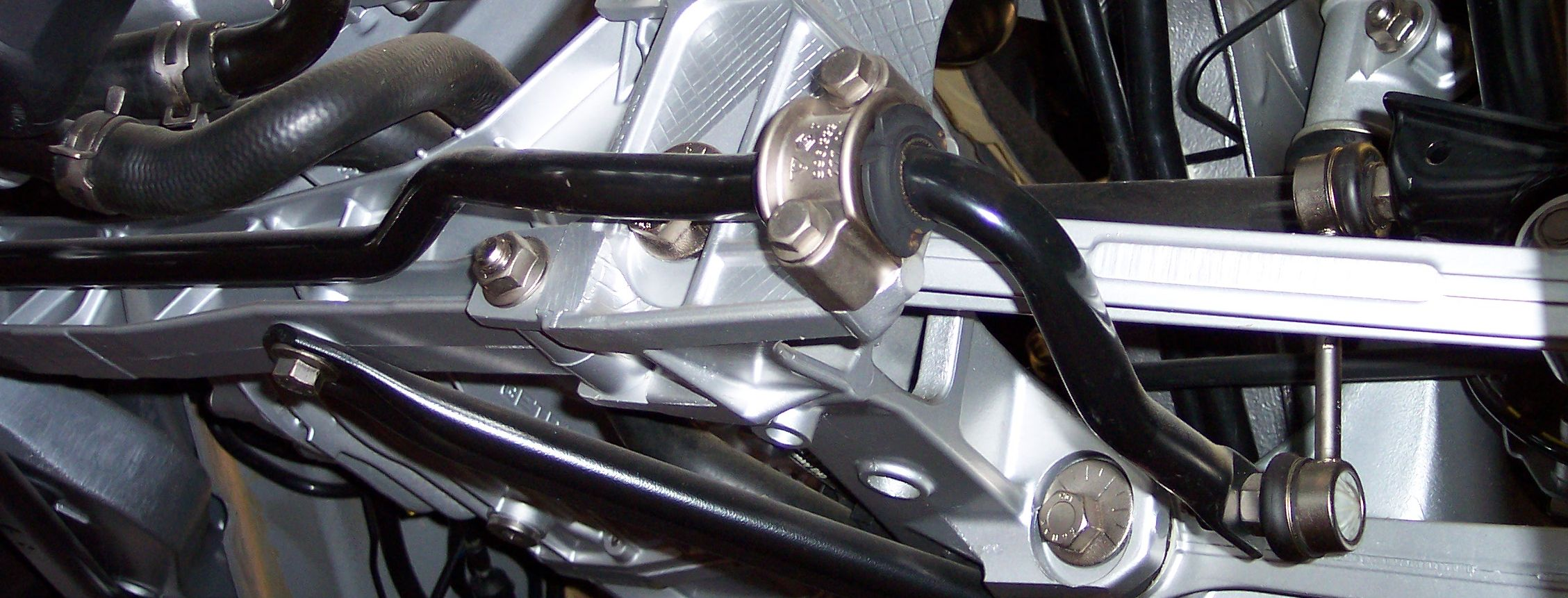
ポルシェのサスペンションに装備されたスタビライザー

自動車におけるスタビライザー（英: Stabilizer）は、車体のローリングを防ぐため、サスペンションに追加される部品の一種である。意味は英語で「安定させるもの」という意味。独立懸架式のサスペンション機構の場合アンチロールバー（anti-roll bar）やスウェイバー（sway bar）ともいわれ、「スタビ」と略されることもある。

## 概要
一般的にはモノコックやシャーシに吊り下げるように配置された、U字またはコの字型のトーションバーで左右のサスペンションを連結した構造が採られることが多い。コーナリング時など左右のサスペンションのストローク量に差異が生じた時にだけ、バーに捻れ応力が発生し、その復元力により左右サスペンションのストローク量を同一となる方向に是正することで、車体（キャビン）の傾き（ローリング）を抑え水平安定を保ち、コーナーリング時に外側の車輪だけに大きく車重がかかるのを低減しコーナーリング性能を上げることができる。
このような構造のスタビライザーは、左右両輪が同方向に同一量ストロークする際には、ボディの吊り下げ部分を支点にスタビライザーもサスペンションに追従して回転運動するため、捻れ応力が発生せず、サスペンション本体のばねのばね定数に悪影響を及ぼすこともない。そのためスタビライザーの追加装備、または強化品への交換は、単純にサスペンションのばねを堅くする方法に対して、乗り心地やストロークを比較的犠牲にすることなく車体のロールを抑えることができる。 
スタビライザーの副次的な効果として、前後サスペンションに異なるばね定数のスタビライザーを配置することでハンドリングバランスを調整出来るため、その車体が本来持つオーバーステアやアンダーステアの特性を変化させることが可能となる。一般的に前輪のスタビライザーを強化するとアンダーステア、後輪のスタビライザーを強化するとオーバーステア傾向が強まる。ハンドリングバランスを変化させずにロールのみを抑えたい場合には、前後とも同一に強化を図る必要がある。
スタビライザーは構造上左右両輪が独立して上下する事が出来る独立懸架のサスペンションに用いられることが多いが、ロールを抑える利点と引き換えに、独立懸架の長所である左右輪が独立したストロークで路面に追従しようとする働きを損なう作用も示す欠点がある。具体的には、片輪のみが極端にストロークした場合に、もう片方のサスペンションにスタビライザーを通して上下動がある程度伝達されてしまうため、左右で高低差の異なる小さな轍（ハンプ）が連続するような悪路走行では、スタビライザーがない場合に比べて車体を振り子のようにゆらゆらと揺らす振動（ワンダリング）が発生しやすく、結果的に乗り心地が悪化する場合がある。

## 市販車での採用

### 前軸
安価な価格帯の小型乗用車では、厳しいコストの制約から前後ともスタビライザーレスとなる車両がある一方で、フロントサスペンションのテンションロッドを兼ねるスタビライザーが用いられる車両もある。一般的にはCセグメントより上位クラスの乗用車にはほぼ例外なく取り付けられている。

### 後軸
FF駆動方式の市販乗用車では、後軸が独立懸架であってもスタビライザーレスとなる例が多い。ただし、近年の小型車に用いられるトーションビーム式サスペンションは、左右のトレーリングアームを繋ぐ”横梁”がスタビライザーとしての機能を持っている（トーションバーがビームに内包される、ビームに沿って取付けられている場合もある）。独立懸架の後輪駆動車でリアスタビライザーレス車は少ないが、車軸懸架の後輪駆動車では通常スタビライザーレスが殆どである。
また、サスペンションアームとして横置きリーフスプリングを用いることで、それがスタビライザーを兼ねる例もある。

## 商用車での採用
荷痛みの防止や乗客の快適性の向上、操縦安定性の向上による疲労低減、バリアフリー対応等の目的からエアサスペンションが採用される大型バス・大型トラックでは、車軸懸架式ながらスタビライザーが取り付けられる事が多い。中型・小型トラッククラスでは、前軸を独立懸架式としたものでは標準で装備される車種がある一方、車軸懸架式ではオプションの用意すらないものもある。

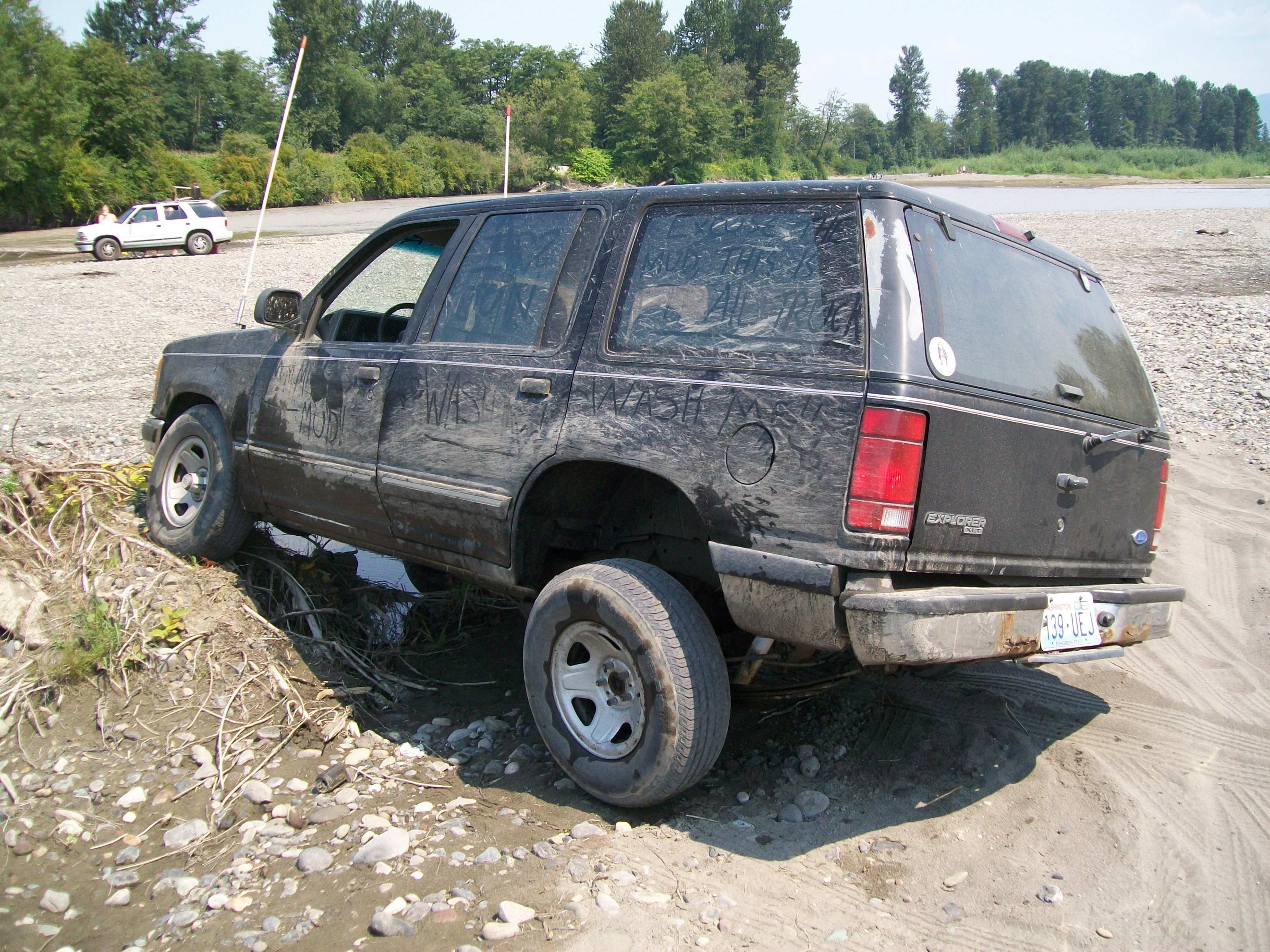
悪路走行のためにスタビライザーを敢えて取り外す改造を施したSUVの例

車軸懸架でも高速走行時の車体の安定性確保のためにスタビライザーが装備されることがあるが、車軸懸架の利点である車軸がシャーシと独立して路面に平行に追従しようとする働きもスポイルする作用を示すほか、スタビライザーの回転半径を超えてサスペンションが伸びることも不可能となるため、オフロード走行のみに特化した車両、とりわけロック・クローリングなど、極端な高低差のある悪路をショックアブソーバーの伸び側ストロークを一杯まで使い切ることで、キャビンの水平性をできるだけ確保しつつ走破していくような競技では、車軸・独立懸架を問わずアクスル・アーティキュレーションを最大限確保する目的でスタビライザーがあえて取り外される場合もある。
モータースポーツの競技車両では、ドライバーやメカニックの任意の操作でばね定数を調整できる可変式スタビライザーが装備される場合があり、近年の高度に電子化された市販車両でも、コンピュータの状況判断によりばね定数を自動制御するアクティブスタビライザーが装備されたものが登場している。